# Michel Broué
Pour les articles homonymes, voir Broué (homonymie).
Michel Broué, né le 28 octobre 1946, est un mathématicien français.
Directeur du département de mathématiques et d'informatique (DMI) de l'École normale supérieure, il a été professeur au sein de l’École polytechnique. Influencé par les travaux des mathématiciens Claude Chevalley et Jean-Pierre Serre, il est spécialiste d'algèbre, et plus particulièrement de la théorie des groupes.
Militant politique, il est d'abord engagé au sein du parti trotskiste OCI. Il est connu pour avoir soutenu des mathématiciens dissidents comme Léonid Pliouchtch, Anatoly Chtcharansky ou José Luis Massera. À partir des années 1980, il soutient le Parti socialiste.

## Biographie

### Famille
Fils de Simone Charras, institutrice, et de Pierre Broué, historien, il est élevé par ses grands-parents et a passé son enfance à Privas.
Après une terminale au lycée de Montereau-Fault-Yonne (Seine-et-Marne) et des classes préparatoires au lycée Saint-Louis, il intègre en 1966 l'École normale supérieure de Saint-Cloud, d'où il sort en 1970 agrégé de mathématiques et docteur de troisième cycle (thèse sous la direction de Claude Chevalley et partiellement de Jean-Pierre Serre).

### Carrière
Chercheur au CNRS de 1970 à 1980, docteur d'État en 1975, il est nommé professeur à l'université Paris 7 en 1980, directeur du service de mathématiques de l'École normale supérieure de jeunes filles (Sèvres) en 1983, puis directeur du département de mathématiques et d'informatique de l'École normale supérieure de la rue d'Ulm en 1986, fonctions qu'il exerce jusqu'en 1993. Il y fonde le magistère de mathématiques pures et appliquées et d'informatique. Parallèlement, il est maître de conférences à l'École polytechnique (1985-1997). Nommé en 1993 membre senior de l'Institut universitaire de France, il rejoint son université d'origine, pour la quitter à nouveau en 1999 comme directeur de l'Institut Henri-Poincaré, « Maison des mathématiques et de la physique théorique », fonctions qu'il exerce jusqu'en juin 2009. En septembre 2009, il réintègre l'Institut universitaire de France et l'université Paris Diderot.
Il est l'invité de nombreuses universités étrangères : aux États-Unis à l'université de Chicago, à Yale, à Berkeley (Chancelor's Professor en 2008), à l'université du Minnesota (Ordway Professor en 1999), à l'université de Virginie ; en Australie à l'université de Sydney ; au Royaume-Uni à Cambridge (Fellow de Caius College en 1997, de Churchill College en 2008), à Oxford et l'université de Birmingham ; en Allemagne à l'université de Heidelberg ; au Danemark à l'université d'Aarhus ; en Chine à l'université de Pékin ; en Suisse à l'ETH Zurich et à l'EPFL.
Il est orateur au Congrès international des mathématiciens à Berkeley en 1986, conférencier de la série « Current Developments in Mathematics » (Harvard-MIT 2000), titulaire des Albert Lectures (Chicago 2003), Abel Lecturer pour la remise du prix Abel (Oslo 2008), Plenary Speaker au British Mathematical Colloquium (Lancaster 2019). Il est prix de l'Académie des sciences en 1986, docteur honoris causa de l'université de Birmingham et Fellow de l'American Mathematical Society. Il est élu en 2014 Honorary Foreign Member de l'American Academy of Arts and Sciences.
Influencé par les travaux de Claude Chevalley et de Jean-Pierre Serre, il est spécialiste d'algèbre, et plus particulièrement de la théorie des groupes (groupes finis d'abord, puis groupes algébriques, groupes de réflexions (en), groupe de tresses) et de leurs représentations, auteur de nombreux articles dans les revues spécialisées, et de très nombreuses communications dans les conférences et séminaires internationaux. Il énonce en 1988 une conjecture qui a depuis stimulé et suscité de nombreuses recherches.
Organisateur de nombreuses rencontres internationales (MSRI Berkeley 1990 et 2008, Newton Institute Cambridge 1997, Mathematisches Forschungsinstitut Oberwolfach, Centre international de rencontres mathématiques Luminy), il est ou a été éditeur de plusieurs revues scientifiques internationales (Algebra Colloquium, Journal of Group Theory, Journal of Pure and Applied Algebra), et éditeur en chef du Journal of Algebra.
Tout au long de sa carrière, il a défendu la coopération scientifique internationale et s'est insurgé par voie de presse contre les entraves qui y sont périodiquement mises. Lors de la mise en place de la « circulaire Guéant », il écrit une lettre ouverte au Premier ministre François Fillon à propos de l'expulsion de France d'un jeune scientifique biélorusse.
Il collabore régulièrement à la vulgarisation et à la réflexion publique sur les mathématiques, par divers exposés grand public (comme la série Un texte, un mathématicien à la BNF, ou le Festival du Mot), en participant à diverses émissions de radio,, ou de grand public radiodiffusées,,,, en donnant des conférences régulières dans les lycées, en tenant une chronique régulière dans le journal Les Échos (dont il démissionne en juin 2017).
Il a eu comme élèves, entre autres, Serge Bouc et Marc Cabanes, tous deux chercheurs au CNRS, le chef d'entreprise et écrivain David Bessis, les universitaires Raphaël Rouquier (professeur à Oxford, puis à UCLA) et Maria Chlouveraki.

### Activités politiques
Parallèlement à ses activités scientifiques, Michel Broué a eu des activités politiques variées. Il est d'abord membre de l'Organisation communiste internationaliste (OCI) (trotskiste) dont son père, Pierre Broué, est un dirigeant depuis la création en 1965. Son recrutement est assuré par Lionel Jospin en 1971.[réf. nécessaire]
Durant toutes ces années militantes trotskistes, il se consacre essentiellement à la défense des droits de l'homme, une des activités importantes de l'OCI.
Dans la continuité du Comité Audin, c'est d'abord, dans le cadre du Comité des mathématiciens, qu'il a fondé et animé avec Henri Cartan et Laurent Schwartz, dont le succès le plus spectaculaire fut la libération en 1976 du mathématicien ukrainien Léonide Pliouchtch à la suite d'une campagne internationale qui ébranla le lien entre le PCF et la direction soviétique. Le Comité des mathématiciens a mené de nombreux autres combats et a aussi obtenu la libération de nombreux autres mathématiciens persécutés pour leurs opinions politiques (dont Anatoly Shcharansky en URSS, Sion Assidon au Maroc, José Luis Massera en Uruguay).

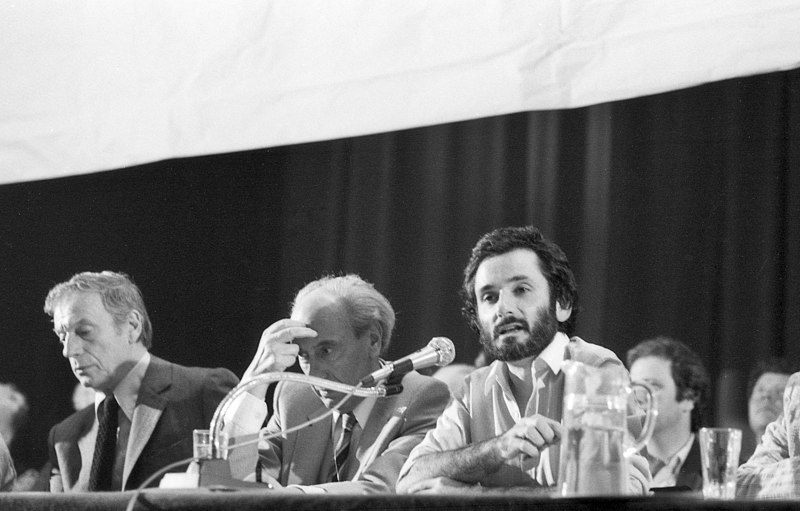
Réunion à la Mutualité en défense des prisonniers de la Charte 77. De gauche à droite : Yves Montand, Artur London, Michel Broué.

À la suite de l'arrestation de deux jeunes Français en Tchécoslovaquie en 1980 et des arrestations massives (dont celle de Václav Havel) opérées en conséquence dans les milieux dissidents, Michel Broué mène une campagne très active en faveur des membres de la Charte 77, en particulier en collaboration avec l'association AIDA fondée et animée par Ariane Mnouchkine. Après la prise du pouvoir en Pologne de Jaruzelski, il anime également, entre autres en compagnie de Jacques Le Goff et Simone Signoret, des actions de solidarité avec les Polonais emprisonnés ou poursuivis.
Il quitte l'Organisation communiste internationaliste en 1984, soit (contrairement à ce qui est souvent affirmé) deux ans avant les membres du secteur étudiant (mené par Jean-Christophe Cambadélis et Benjamin Stora) qui rejoignent le Parti socialiste (PS) en 1986. De 1986 à 1988, il participe activement à Convergences socialistes (scission de militants trotskistes qui ont rejoint le PS) créé par ce groupe durant la même période, et devient membre du Parti socialiste. Dans ce cadre, il anime la mobilisation contre le projet de code de nationalité porté par le Premier ministre Jacques Chirac, dont le point culminant est un meeting qu'il préside dans la grande salle de la Mutualité.
En 1988, après le score important réalisé par Jean-Marie Le Pen au premier tour de l'élection présidentielle, il lance en compagnie de Jacques Le Goff et Laurent Schwartz un appel intitulé « La bête immonde » qui réunit un grand nombre de signatures d'intellectuels. Cette initiative provoque sa rupture avec Convergences socialistes et son éloignement du PS, dont Jean-Christophe Cambadélis devient l'un des dirigeants. Puis, en 1990, en compagnie de François Jacob, Jacques Le Goff, Madeleine Rebérioux, Laurent Schwartz, Pierre Vidal-Naquet, il appelle à la mobilisation contre les négationnistes dans l'université.
En 2001, il fonde, en compagnie de ses amis le journaliste Edwy Plenel et l'historien Benjamin Stora, le club Mémoire et Politique, qu'il préside jusqu'à sa dissolution en 2005[réf. souhaitée].

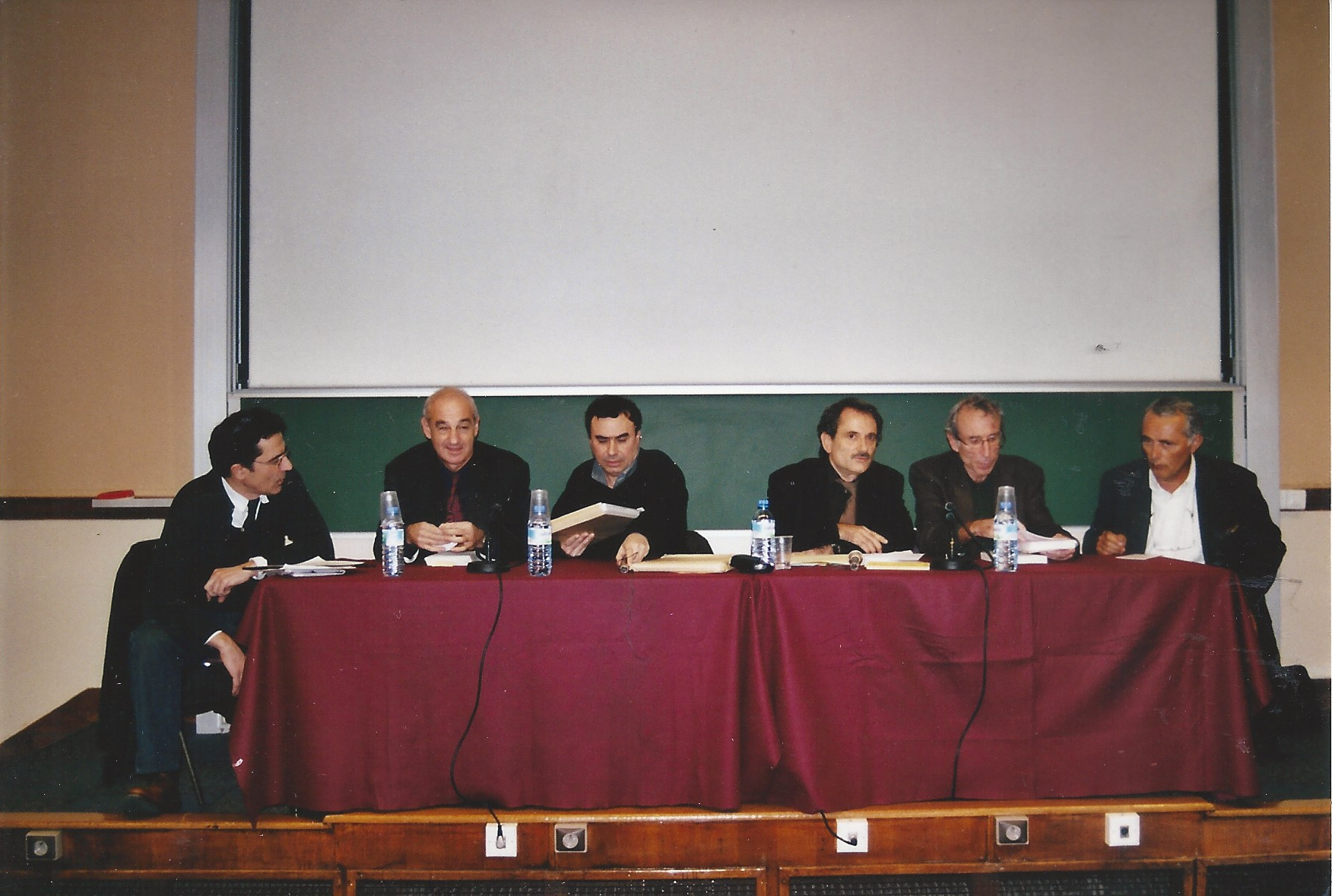
Réunion publique de Mémoire et Politique. De gauche à droite : Gérard Desportes, Henri Weber, Benjamin Stora, Michel Broué, Daniel Bensaid, Laurent Mauduit.

En 2005, dans Le Monde, il prend fermement position en faveur d'Edwy Plenel, accusé par Roland Dumas d'être un agent de la CIA lors du procès des écoutes de l'Élysée,.
Il participe activement aux deux campagnes présidentielles menées par Lionel Jospin (1995 et 2002). En opposition constante et ouverte à la personnalité et aux méthodes de Claude Allègre depuis 1988, il est chargé par Lionel Jospin, dans la campagne de 2002, des secteurs de la recherche et de l'université. Trois jours avant le 21 avril 2002, il publie, avec le metteur en scène Bernard Murat, un article dans Le Monde intitulé « À nos amis de gauche qui deviennent fous » attirant l'attention sur le danger imminent du vote pour Jean-Marie Le Pen. En 2007, il mène une campagne publique et active pour Ségolène Royal, dans les médias, et en prenant la parole lors du meeting de la candidate au gymnase Japy.
En 2025, il donne des cours à distance à des étudiants palestiniens dans le cadre des « Gaza Excellence Talk », organisées en réponse à l'éducide. D'autre mathématiciens participent à cette initiative, comme Terence Tao.

### Engagement sociétal
Le 30 avril 2024, à son initiative, une nouvelle tribune en soutien au mouvement #MeToo est signée par 100 personnalités du monde de la culture et publiée sur le site du magazine Elle. Intitulée « 100 hommes manifestent leur soutien au mouvement #MeToo », elle a la particularité d'être signée uniquement par des hommes,,.

### Vie privée et famille
De son union avec Marie-Claude Cidère, il est le père d'Isabelle Broué (née en 1968, cinéaste) et Caroline Broué (née en 1972, journaliste et productrice à France Culture).
Depuis janvier 2003, il partage la vie de la comédienne Anouk Grinberg, qu'il a épousée en 2016,.

## Prix et distinctions
- Conférencier au Congrès international des mathématiciens de Berkeley en 1986.
- Prix de l'Académie des sciences[42] en 1986.
- Élu membre senior de l'Institut universitaire de France[43] en 1993.
- G.C. Stewart Fellow at Caius College[44], Cambridge (Royaume-Uni) en 1997.
- Conférencier du Summer Institute de l'American Mathematical Society[45] en 1997.
- Ordway Professor[46] à l'Université de Minneapolis en 1998.
- Conférencier de la série « Current Developments in Mathematics »[47](Harvard-MIT) en 2000.
- Conférencier de la série « Albert Lectures »[48] à l'Université de Chicago en 2003.
- Docteur honoris causa de l'université de Birmingham[49] en 2005.
- Chancelor Professor à l'université de Californie à Berkeley[50] en 2008.
- Abel Lecturer à l'université d'Oslo pour la cérémonie de remise du prix Abel[51] à John Griggs Thompson et Jacques Tits en 2008.
- Élu Fellow de la Société américaine de mathématiques[52] en 2012.
- Élu membre honoraire étranger de l'Académie américaine des arts et des sciences en 2014.
- Conférencier plénier au British Mathematical Colloquium[53] en 2019.

## Publications

### Livres
- Michel Broué, Introduction to complex reflection groups and their braid groups, Springer, coll. « Lecture notes in mathematics », 2010 (ISBN 978-3-642-11174-7)
- Michel Broué, Some Topics in Algebra: An Advanced Undergraduate Course at PKU, Springer Berlin Heidelberg, coll. « Mathematical Lectures from Peking University », 2014 (ISBN 978-3-642-41268-4 et 978-3-642-41269-1)
- Michel Broué, On Characters of Finite Groups, Springer, coll. « Mathematical Lectures from Peking University », 2017 (ISBN 978-981-10-6877-5 et 978-981-10-6878-2)
- Michel Broué, From rings and modules to Hopf algebras: one flew over the algebraist's nest, Springer, 2024 (ISBN 978-3-031-50061-9 et 978-3-031-50063-3)
- Michel Broué, Pour voir clair: zigzags entre les mathématiques, l'art, la politique et la vie, Éditions du Seuil, 2024 (ISBN 978-2-02-153683-6)

### Participation à des documentaires
- Ces mathématiciens qui firent plier le Kremlin (57 min, Mathieu Schwartz, 2024)[54]